# Ephippitytha irrorata
Ephippitytha irrorata är en insektsart som först beskrevs av Jean Guillaume Audinet Serville 1838.  Ephippitytha irrorata ingår i släktet Ephippitytha och familjen vårtbitare. Inga underarter finns listade i Catalogue of Life.